# Хрилоноги
Хрилоногите (Branchiopoda) са клас животни от тип Членестоноги (Arthropoda).
Таксонът е описан за пръв път от Пиер-Андре Латрей през 1817 година.

## Разреди
Подклас Sarsostraca Tasch, 1969
- Anostraca Sars, 1867

Подклас Phyllopoda Preuss, 1951
- Anomopoda G.O. Sars, 1865
- Ctenopoda G.O. Sars, 1865
- Cyclestherida Sars G.O., 1899
- Diplostraca Gerstaecker, 1866 – Водни бълхи
- Haplopoda G.O. Sars, 1865
- Laevicaudata Linder, 1945
- Notostraca G. O. Sars, 1867
- Onychopoda G.O. Sars, 1865
- Spinicaudata Linder, 1945